# Richard Blackwell
Richard Blackwell, meglio conosciuto come Mr. Blackwell, ma il cui vero nome era Richard Sylvan Selzer (Brooklyn, 29 agosto 1922 – Los Angeles, 19 ottobre 2008), è stato un giornalista e stilista statunitense, critico di moda ed autore della annuale Mr. Blackwell's Ten Worst Dressed Women (la Lista delle dieci donne peggio vestite di Mr. Blackwell). In precedenza era stato anche stilista (tra gli anni '60 e gli '80), e - nell'infanzia - attore bambino in diversi spettacoli di Broadway.

## Biografia
Dopo aver tentato la carriera di attore, dalla fine degli anni sessanta, Richard Blackwell era stato un influente stilista. Fu il primo nella storia a presentare la sua collezione durante una trasmissione televisiva, ed il primo a rendere la propria linea di abbigliamento disponibile anche per le taglie forti. Durante i quasi venti anni di attività della casa di moda di Blackwell, lo stilista realizzò abiti per Yvonne De Carlo, Jayne Mansfield, Dorothy Lamour, Jane Russell e la first lady Nancy Reagan. Tuttavia, durante gli anni ottanta, la deriva della moda verso lo stile casual segnò la fine della casa di moda di Blackwell.
La prima lista delle "lista delle dieci donne peggio vestite fu pubblicata nel 1960, ma soltanto con il crescere della popolarità della casa di moda Blackwell, anche la lista acquisì importanza. Nel giro di pochi anni la lista ebbe un grande rilievo mediatico che seppe poi mantenere nel tempo. Nella sua lista finirono diverse celebrità: attrici come Anna Magnani, Zsa Zsa Gábor, Sharon Stone, cantanti come Christina Aguilera, Mariah Carey, Britney Spears, ma anche membri della casa reale inglese come Camilla Parker-Bowles e la stessa Elisabetta II. Le liste erano in realtà due: la seconda, Fabulous Fashion Independents (dedicata alle donne meglio vestite), non ebbe mai il risalto della più celebre Worst Dressed Woman List.
La lista generò numerose imitazioni, da quella stilata dal sito TMZ In The Zone: Mr. Blackwell vs. TMZ a quella della rivista The Sun Sun Women Online: Celebrity Style Watch, sino ad arrivare a quelle meno conosciute come The Catwalk Queen. Richard Blackwell fu anche autore di due libri: Mr. Blackwell: 30 Years of Fashion Fiascos ed un'autobiografia, From Rags to Bitches. Alla sua morte fu sepolto nello Hollywood Forever Cemetery.